# 林錦村
林錦村，曾任法務部常務次長、臺南地檢署、屏東地檢署、花蓮地檢署檢察長，法務部檢察司司長、臺北地檢署襄閱主任檢察官、臺灣高檢署檢察官、法務部廉政署主任秘書，現任臺灣高等檢察署臺中檢察分署檢察長。

## 曾經偵辦過的案件
- 蘇炳坤案
- 工運人士曾茂興和十九名耶和華見證人宗教良心犯的特赦案
- 期間又研擬證人保護法及緩起訴條文
- 陸總部化學兵基地勤務廠採購弊案
- 台鐵平交道號誌汰換工程案
- 圓山飯店頂樓重建工程弊案
- 璩美鳳光碟案
- 新瑞都案
- 陳哲男司法黃牛案
- 首度傳喚卸任元首李登輝前總統作證

## 榮譽
- 行政院九十六年模範公務員。